# Spiradiclis microphylla
Spiradiclis microphylla là một loài thực vật có hoa trong họ Thiến thảo. Loài này được H.S.Lo miêu tả khoa học đầu tiên năm 1983.